# 帕尔马 (乌辛斯克)
帕尔马（羅馬化：Parma）是俄罗斯科米共和国的市级镇，属乌辛斯克市。
该地2021年有人口1,130人；2010年人口1,248；2002年人口1,387；1989年人口8,791。